# Trociniarkowate
Trociniarkowate, trociniarki (Cossidae) - rodzina motyli, zaliczana do dużych motyli nocnych. Obejmuje ok. 670 gatunków. Cechą charakterystyczną dla rodziny jest uwsteczniony narząd gębowy. Czułki są krótkie, piłkowane, a czasem grzebieniaste. Skrzydła o rozpiętości od 2-10 cm, gęsto owłosione. Larwy żerują na drewnie drzew i krzewów. 
W Polsce występują 4 gatunki:
- trociniarka czerwica (Cossus cossus)
- torzyśniad kasztanówka (Zeuzera pyrina)
- Acossus terebra
- Phragmataecia castaneae